# Ultimate Avengers 2: Rise of the Panther
Ultimate Avengers 2: Rise of the Panther (Os Supremos 2 em português) é uma animação americana lançada diretamente para vídeo de 2006 lançada pela Lions Gate Entertainment. É a sequência do telefilme Ultimate Avengers. O filme é baseado no grupo de heróis The Ultimates, da Marvel Comics.

## Sinopse
Nesta sequência de Ultimate Avengers apresenta uma nova adição aos Supremos, o Pantera Negra. O alter-ego de T'Challa, o herdeiro do trono de Wakanda. Após ser destituído de seu trono por permitir a entrada dos Vingadores no país, Pantera Negra se junta aos Vingadores na luta contra os Chitauris, uma ameaça ao planeta.

## Atores de voz
- Justin Gross - Steve Rogers / Capitão América
- Marc Worden - Tony Stark / Homem de Ferro
- David Boat - Thor
- Michael Massee - Bruce Banner / Hulk
- Olivia d'Abo - Natasha Romanoff / Viúva Negra
- Jeffrey D. Sams - T'Challa / Pantera Negra

### Dublagem (Brasil)
- Affonso Amajones - Steve Rogers / Capitão América
- Leonardo Camilo - Tony Stark / Homem de Ferro
- Guilherme Lopes - Thor
- Alexandre Soares - Bruce Banner / Hulk
- Raquel Marinho - Natasha Romanoff / Viúva Negra
- Alexandre Marconato - T'Challa / Pantera Negra